# トモエパワー
トモエパワーは、ばんえい競馬で活躍した半血種の競走馬。

## 概要
2002年4月21日に旭川競馬場開催された2歳新馬戦でデビューし優勝するも、その後は続かず2勝目を挙げるまで6か月（12戦）を要している。3歳や4歳時もあまり多く勝てずにいたが、5歳になるころに力を発揮するようになる。
7歳以降、ばんえい記念の3連覇などした。
2012年に引退した。

## 主な戦績
- 7歳時2007年
  - 第29回帯広記念[4]
  - 第39回ばんえい記念
  - 第43回岩見沢記念
- 8歳時2008年
  - 第40回ばんえい記念[5]
- 9歳時2009年
  - 第41回ばんえい記念[2]

## 血統表
| トモエパワーの血統（半血種）       | トモエパワーの血統（半血種）            | トモエパワーの血統（半血種） | （血統表の出典） | （血統表の出典） |
| 父 半血種 マツノコトブキ 鹿毛 1979 | 父の父ペル 二世ロツシーニ 青毛 1966     | ペル ロツシーニ              | ネグス           | ネグス           |
| 父 半血種 マツノコトブキ 鹿毛 1979 | 父の父ペル 二世ロツシーニ 青毛 1966     | ペル ロツシーニ              | ジロンダ         |                  |
| 父 半血種 マツノコトブキ 鹿毛 1979 | 父の父ペル 二世ロツシーニ 青毛 1966     | ペル 明雪                    | アンピール       | アンピール       |
| 父 半血種 マツノコトブキ 鹿毛 1979 | 父の父ペル 二世ロツシーニ 青毛 1966     | ペル 明雪                    | 初梅             |                  |
| 父 半血種 マツノコトブキ 鹿毛 1979 | 父の母半血種 初姫 鹿毛 1971             | 半血種 アンリユー            | アンパレール     | アンパレール     |
| 父 半血種 マツノコトブキ 鹿毛 1979 | 父の母半血種 初姫 鹿毛 1971             | 半血種 アンリユー            | 五月             |                  |
| 父 半血種 マツノコトブキ 鹿毛 1979 | 父の母半血種 初姫 鹿毛 1971             | 半血種 姫桜                  | 鶴釧             | 鶴釧             |
| 父 半血種 マツノコトブキ 鹿毛 1979 | 父の母半血種 初姫 鹿毛 1971             | 半血種 姫桜                  | 宝石             |                  |
| 母 半血種 パワーハヤテ 青毛 1988   | 母の父ペル系 タツマキ 青毛 1971         | ペル系 丹西                  | ダンブー         | ダンブー         |
| 母 半血種 パワーハヤテ 青毛 1988   | 母の父ペル系 タツマキ 青毛 1971         | ペル系 丹西                  | 夕禄             |                  |
| 母 半血種 パワーハヤテ 青毛 1988   | 母の父ペル系 タツマキ 青毛 1971         | ペル系 第十一万山            | 楽昌             | 楽昌             |
| 母 半血種 パワーハヤテ 青毛 1988   | 母の父ペル系 タツマキ 青毛 1971         | ペル系 第十一万山            | 第十万山         |                  |
| 母 半血種 パワーハヤテ 青毛 1988   | 母の母半血種 パワーテンリユウ 栗毛 1988 | 半血種 タカラコマ            | ケルネブエーズ   | ケルネブエーズ   |
| 母 半血種 パワーハヤテ 青毛 1988   | 母の母半血種 パワーテンリユウ 栗毛 1988 | 半血種 タカラコマ            | 宝               |                  |
| 母 半血種 パワーハヤテ 青毛 1988   | 母の母半血種 パワーテンリユウ 栗毛 1988 | 半血種 第一花姫              | ドウイユドウイユ | ドウイユドウイユ |
| 母 半血種 パワーハヤテ 青毛 1988   | 母の母半血種 パワーテンリユウ 栗毛 1988 | 半血種 第一花姫              | 花松             |                  |
| 出典                               | 1.                                      | 1.                           | 1.               | 1.               |